# Lienardia grayi
Lienardia grayi is een slakkensoort uit de familie van de Clathurellidae. De wetenschappelijke naam van de soort werd voor het eerst geldig gepubliceerd in 1845 door Lovell Augustus Reeve.